# Europejska Sieć Informacji o Narkotykach i Narkomanii Reitox
Europejska Sieć Informacji o Narkotykach i Narkomanii Reitox, (z fr. Réseau Européen d'Information sur les Drogues et les Toxicomanies), komputerowa sieć stanowiąca infrastrukturę dla gromadzenia i wymiany informacji i dokumentacji na temat narkotyków i narkomanii. Reitox wykorzystuje między innymi autonomiczny system komputerowy łączący krajowe sieci informacji o narkotykach, wyspecjalizowane centra w państwach członkowskich i systemy informacyjne organizacji i organów europejskich oraz międzynarodowych współpracujących z Europejskim Centrum Monitorowania Narkotyków i Narkomanii.